# Tetranychus shanghaiensis
Tetranychus shanghaiensis är en spindeldjursart som beskrevs av Ma och Yuan 1975. Tetranychus shanghaiensis ingår i släktet Tetranychus och familjen Tetranychidae. Inga underarter finns listade i Catalogue of Life.